# 宋嗣殷
宋嗣殷（？—1630年），第34代水東土司。
宋嗣殷是前任水東土司宋萬化之子。宋萬化起兵反叛明朝後，於天啓三年（1623年）四月被貴州巡撫王三善擊敗誅殺。宋嗣殷隨後繼任水東土司、貴州宣慰使，但他的地位不被明朝承認。
崇禎三年（1630年），明朝平定奢安之亂後，將宋嗣殷勢力剿滅。總督雲貴川湖廣西軍務朱燮元派人在洪邊的開科地方建立一座石城並駐軍於此，以免水東再度反叛。崇禎四年（1631年），明朝對水東土司進行改土歸流，以洪邊十二馬頭地置開州（今開陽縣），至此水東土司滅亡。